# Habenaria mandersii
Habenaria mandersii là một loài thực vật có hoa trong họ Lan. Loài này được Collett & Hemsl. mô tả khoa học đầu tiên năm 1890.